# Hôtel de ville de La Côte-Saint-André
L'Hôtel de ville de La Côte-Saint-André, est situé au cœur du centre-ville de la commune, à proximité immédiate de la Halle de La Côte-Saint-André, non loin du château Louis XI. L'édifice est inscrit partiellement au titre des monuments historiques depuis 1983.

## Situation et description
L'hôtel de ville de La Côte-Saint-André est situé dans le centre ancien de la ville dauphinoise, au numéro 2 de la rue qui porte son nom.
Le bâtiment jouxte deux autres bâtiments historique de la commune, la Halle de La Côte-Saint-André et l'hôtel de Bocsozel, deux autres monuments historiques de la commune.

## Historique
Le bâtiment date du XVIe siècle et héberge de nombreux services communaux dont la salle du conseil municipal et les services d'état-civil.
L'escalier sur cour et la galerie en retour font l'objet d'une inscription au titre des monuments historiques par arrêté du 3 octobre 1983.